# Bernhard Sekles
Bernhard Sekles (Francoforte sul Meno, 20 giugno 1872 – Francoforte sul Meno, 8 dicembre 1934) è stato un compositore, direttore d'orchestra, docente e pianista tedesco.

## Biografia
Era figlio di Maximilian e Anna Seckeles, (nata Bischheim). Il cognome Seckeles venne poi cambiato da Bernhard in Sekles. Dal 1894 al 1895 fu il terzo Kapellmeister allo Stadttheater di Magonza. 
Nel 1896 insegnò al Dr. Hoch's Konservatorium di Francoforte sul Meno dove fondò la prima cattedra di jazz al mondo nel 1928. Fu direttore dell'Hoch'sche Konservatorium dal 1923 al 1933 e un grande didatta; tra i suoi allievi vi furono Paul Hindemith, Rudi Stephan, Theodor W. Adorno, Max Rudolf e Erich Schmid. 
Di origine ebraica, fu uno dei primi accademici tedeschi a perdere il posto dopo la presa del potere da parte di Hitler. Morì nella sua città natale di Francoforte sul Meno.

## Composizioni
Edite da Schott, Eulenberg, Leukart, Brockhaus, Oehler, Rather.

### Opere
- Der Zwerg und die Infantin, (La nascita dell'infanta), balleto, op. 22, 1913, basato su una fiaba di Oscar Wilde
- Scheherazade, opera, op. 26, 1917
- Die Hochzeit des Faun, opera comica, 1921
- Die zehn Küsse, opera comica, 1926

### Orchestra
- Aus den Gärten der Semiramis, poema sinfonico, op. 19
- Kleine Suite, dem Andenken E. T. A. Hoffmanns, op. 21
- Die Temperamente, 4 movimenti sinfonici per grande orchestra, op. 29, 1916
- Passacaglia und Fuge per grande orchestra e organo, op. 17, 1922
- Gesichte, miniature per piccola orchestra, op. 29, 1923
- Der Dybuk, preludio per orchestra, op. 35, 1928
- Symphony N° 1, sinfonia op. 37, 1930

### Musica da camera
- Trio per clarinetto, violoncello e pianoforte, op. 9
- Skizzen per pianoforte, op. 10
- Serenade per 11 strumenti solisti, op. 14, 1907
- Divertimento per quartetto d'archi, op. 20, 1911
- Passacaglia und Fuge im vierfachen Kontrapunkt per quartetto d'archi, op. 23, 1914
- Sonate in d-moll per violoncello e pianoforte, op. 28, 1919
- String Quartet, op. 31, 1923
- Suite Nr. 1 per pianoforte, op. 34
- Der Musik-Baukasten per pianoforte (a tre o quattro mani), 1930
- Chaconne über ein achttaktiges Marschthema ciaccona per viola e pianoforte, op. 38, 1931
- Sonata per violino e pianoforte, op. 44

### Musica vocale
- "Lieder", op. 6
- Volkspoesien aus dem Rumänischen, per baritono e pianoforte, op. 7, 1900
- Aus >Hafis<, 4 canzoni per bartitono e pianoforte, op.11, 1902
- Aus dem Schi-King (Friedrich Rückert), 18 Lieder per alto e pianoforte, op. 15, 1907
- 4 Lieder auf Gedichte von Friedrich Rückert per bartitono e pianoforte, op. 18, 1911
- 4 Lieder per coro femminile e pianoforte, op. 6, 1899
- 6 volkstümliche Gesänge per soprano, coro maschile e pianoforte, op. 12, 1904
- Variationen über >Prinz Eugen< per coro maschile, fiati e percussioni, op. 32, 1926
- Vater Noah per coro maschile, op. 36
- Psalm 137 per coro misto, soprano e organo, 1933/1934 ((Edizione di Edmund Brownless - Laurentius-Musikverlag)[1])

### Trattati musicali
- Musikdiktat, esercizi di dettato melodico, Mainz 1901
- Instrumentations-Beispiele, strumentazione, Mainz 1912
- Musikalische Geduldspiele – Elementarschule der Improvisation, Mainz 1931
- Grundzüge der Formenlehre (regole di armonia)
- Harmonielehre (manuale di armonia)

## Discografia
- Chamber Music: Rhapsody, Sonata op. 44, Sonata op. 28, Capriccio; Zuk Records 334, 2011.